# Stomias nebulosus
Stomias nebulosus és una espècie de peix de la família dels estòmids i de l'ordre dels estomiformes.

## Morfologia
- Els mascles poden assolir 18 cm de longitud total.[3]

## Hàbitat
És un peix marí i d'aigües profundes que viu entre 640-730 m de fondària.

## Distribució geogràfica
Es troba al Mar de la Xina Meridional.